# Águila de Zeus

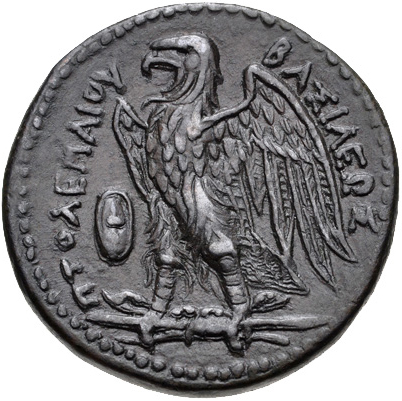
Águila de Zeus, en un dracma ptolemaico.

El Águila de Zeus, también conocido como Aetos Dios (en griego antiguo: άετός Διός, "águila de Zeus") es una representación de un Zeus muy usada en monedas de época helenística. Sobre su origen hay tres leyendas, todas ellas recogidas por autores tardíos. 

## Versión de Antonino Liberal

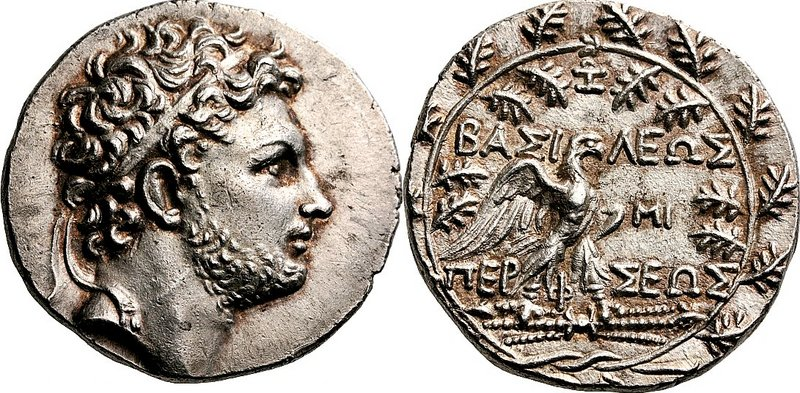
Moneda de Perseo de Macedonia

Según cuenta Antonino Liberal en sus Metamorfosis, Perifante, era un rey legendario de Ática, rey justo y sacerdote obediente de Apolo. La gente lo quería a tal nivel que lo veneraban y honraban como si fuera el mismo Zeus. Esto indignó a Zeus, por lo que decidió destruir a Perifante y a toda su familia. Pero Apolo intercedió, y en cambio Zeus transformó a Perifante en un águila, y lo hizo rey de todos los pájaros y guardia de su sagrado cetro.

## Versión de Fulgencio
En otros relatos, el águila era una antigua creación de la diosa Gea. Esta apareció ante Zeus al comienzo de la Titanomaquia. Zeus entendió que esto significaba un buen presagio de victoria, lo que lo llevó a usar el emblema de un águila real en su estándar de guerra: 
 "... Por un presagio tan feliz, especialmente desde que se produjo la victoria, hizo un águila real para sus estándares de guerra y lo consagró con el poder de su protección, por lo que también entre los romanos se llevan estándares de este tipo". - un extracto traducido de  "mitologías" de Fulgencio (Mythologiarum Libri III) 

## Versión de Servio

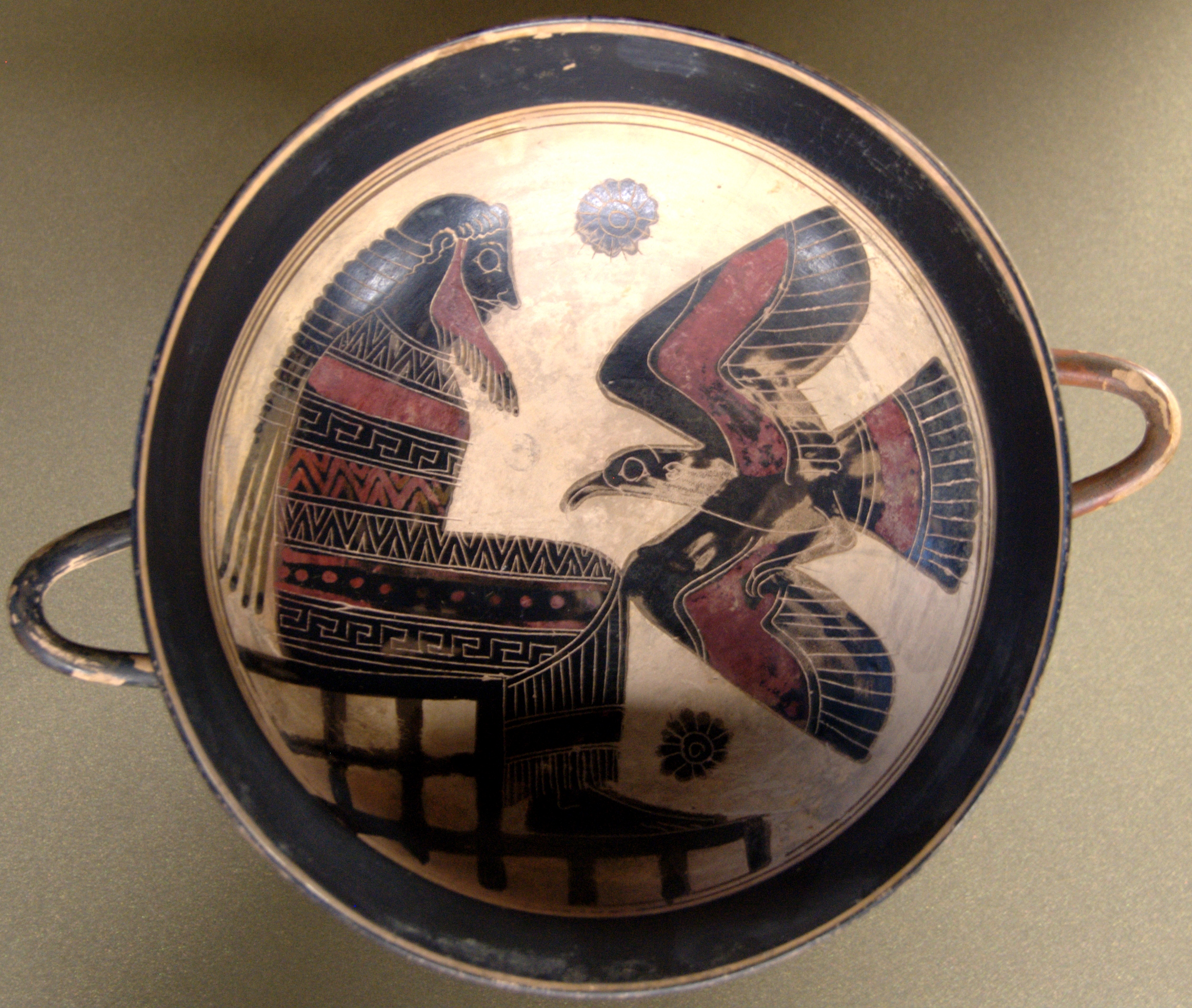
Zeus y su águila.

Según Servio, Aetos era el nombre de un hermoso muchacho nacido de la tierra. Cuando Zeus era todavía un infante y se escondía en Creta de su padre Crono, que había devorado a todos los hermanos de Zeus, Aetos se hizo amigo del dios y fue el primero en jurarle lealtad como nuevo rey. Pero años más tarde, después de que Zeus derrocara a su padre y se convirtiera en rey en su lugar, Hera, la esposa de Zeus, convirtió a Aetos en un águila, por miedo a que Zeus lo amara.